# شانا رید
شانا رید (انگلیسی: Shanna Reed؛ زادهٔ ۳۰ اکتبر ۱۹۵۵) یک هنرپیشه اهل ایالات متحده آمریکا است.
از فیلم‌ها یا برنامه‌های تلویزیونی که وی در آن نقش داشته است می‌توان به پاها اشاره کرد.